# Samdrup Jongkhar
Samdrup Jongkhar (Dzongkha: བསམ་གྲུབ་ལྗོངས་མཁར་རྫོང་ཁག་; Wylie: Bsam-grub Ljongs-mkhar rdzong-khag) är ett av Bhutans tjugo distrikt (dzongkha). Huvudstaden är Samdrup.
Distriktet har cirka 39 961 invånare på en yta av 2 312 km².

## Administrativ indelning
Distriktet är indelat i elva gewog:
- Dewathang Gewog
- Gomdar Gewog
- Langchenphu Gewog
- Lauri Gewog
- Martshala Gewog
- Orong Gewog
- Pemathang Gewog
- Phuntshothang Gewog
- Samrang Gewog
- Serthi Gewog
- Wangphu Gewog